# Micromus plagatus
Micromus plagatus is een insect uit de familie van de bruine gaasvliegen (Hemerobiidae), die tot de orde netvleugeligen (Neuroptera) behoort. 
Micromus plagatus is voor het eerst wetenschappelijk beschreven door Navás in 1934.